# 楢山節考 (1958年の映画)
『楢山節考』（ならやまぶしこう）は、1958年（昭和33年）6月公開の日本映画。監督は木下惠介。松竹大船製作のカラー映画である。深沢七郎原作の同名小説の最初の映画化作品でもある。公開時の惹句は、「美しくもいたましい親と子の愛のきづな！ 万人の心を洗う感動の涙！」である。オール・セットで撮影され、全編を通じて邦楽を流し幕あきに定式幕を使うなど歌舞伎の様式美的な雰囲気の演出となっている。
第32回キネマ旬報ベスト・テンでは総得点数299点で第1位となった。木下惠介はキネマ旬報日本映画監督賞を受賞。主演の田中絹代は女優賞を受賞した。

## 概説
富士フイルム社のカラーネガフィルムが、長編劇映画で初めて使用された。以降、各社の映画の製作に使用されはじめた。
オープニングは定式幕に「東西、東西、このところご覧にいれますルは本朝姥捨ての伝説より、楢山節考、楢山節考…」という黒子の口上で始まり、幕が開く。ラストの現代の風景を除いてオール・セットで撮影されている。また、場面転換では振落し（背景が描かれている書割の布を瞬時で落として次の場面を見せること）や、引道具（建物などの大道具の底に車輪をつけて、前後・左右に移動させる装置）などといった歌舞伎の舞台の早替わりの手法が使われ、長唄や浄瑠璃などの音楽を全編にわたって使い、歌舞伎の様式美を取り入れた作品となっている。
主演の田中絹代は、歯を折る場面のために自らの前歯を何本か抜いて演技したという。また、高橋貞二も15キロも減量して撮影に臨んだ。
作品の評価は高く、1958年度のキネマ旬報ベストテン第1位になったほか、第13回毎日映画コンクール日本映画大賞などを受賞した。また、同年度のヴェネツィア国際映画祭コンペティション部門に出品され、評論家時代のフランソワ・トリュフォーが絶賛した。1999年にキネマ旬報社が発表した「映画人が選ぶオールタイムベスト100・日本映画編」では55位にランクインした（同じ順位に『青い山脈』『台風クラブ』『櫻の園』『キッズ・リターン』など）。
2012年に木下恵介生誕100年を記念して松竹とIMAGICAが協力してデジタル修復が行われ、デジタルリマスター版でDVDが発売された。同年のカンヌ国際映画祭クラシック部門で上映された。

## ストーリー
70歳になると楢山まいり（姥捨）を行わなければならない山奥の村に住む、69歳になる「おりん」とその息子が軸となるストーリー。

## キャスト
- おりん：田中絹代
  - 69歳。村の習慣で楢山まいりを行う。
- 辰平：高橋貞二
  - おりんの息子。
- 玉やん：望月優子
  - 辰平の後妻。
- けさ吉：三代目市川團子（二代目市川猿翁)
  - 辰平の息子。
- 又やん：宮口精二（文学座）
  - おりんの隣家・銭屋、70歳。楢山まいりを嫌がっている。
- 又やんの伜：伊藤雄之助
  - 父親に強引に楢山まいりをさせる。
- 飛脚：東野英治郎（俳優座）
  - 辰平の後妻を紹介する。
- 照やん：三津田健（文学座）
  - 楢山まいりの作法を教示する村人の一人で、「お山へ行ったらものを言わないこと」を教える。
- 松やん：小笠原慶子
  - けさ吉の子を妊ってる大食いの女。
- 村人：織田政雄
  - 楢山まいりの作法を教示する村人の一人で、「家を出るときは誰にも見られないようにすること」を教える。
- 村人：西村晃
  - 楢山まいりの作法を教示する村人の一人で、お山までの行き方を教える。
- 雨屋：鬼笑介
- 焼松：高木信夫
- 村人：小林十九二
  - 楢山まいりの作法を教示する村人の一人で、「お山から帰る時は必ず後ろを振り返ってはいけないこと」を教える。
- 村人：末永功
- 村人：本橋和子
- 辰平の子：五月女殊久
- 辰平の子：服部勝幸
- 口上役：吉田兵次（文楽座）

## スタッフ
- 監督：木下惠介
- 製作：小梶正治
- 原作：深沢七郎
- 脚色：木下惠介
- 撮影・色彩技術：楠田浩之
- 美術：伊藤憙朔、梅田千代夫
- 音楽：杵屋六左衛門（長唄）、野沢松之輔（浄瑠璃）
- 録音：大野久男
- 照明：豊島良三
- 編集：杉原よし
- 助監督：大槻義一
- 撮影助手：成島東一郎
- 録音助手：西崎英雄
- 現像：東洋現像所